# Vaisesica
Vaisesica, também chamada de Vaisheshika ou Vaiśeṣika (Sânscrito: वैशॆषिक) é uma das seis escolas da filosofia hindu, também conhecidas como sistemas védicos. Historicamente, tem sido intimamente associado com a escola Hindu da lógica, Nyaya.
Basicamente, a Vaisheshika expressa uma forma de atomismo e postula que todos os objetos do universo físico são redutíveis a um número finito de átomos. Originalmente proposto pelo sábio Kanada (ou Kana-bhuk, literalmente, "comedor de átomos") em torno do século II a.C.